# Jean-Michel Margot
Jean-Michel Margot, né le 4 octobre 1937 à Zurich, est un spécialiste de Jules Verne.

## Biographie
En 2008, il fait don de son immense collection à la Maison d'Ailleurs, musée de la science fiction situé à Yverdon-les-Bains. Vice-président de la Société Jules Verne Nord-Américaine, il est d'origine suisse et vit aux États-Unis depuis plus de 20 ans.

## Publications
- 2019 : Historia de los estudios vernianos (1883-2019), Ediciones Paganel